# Website

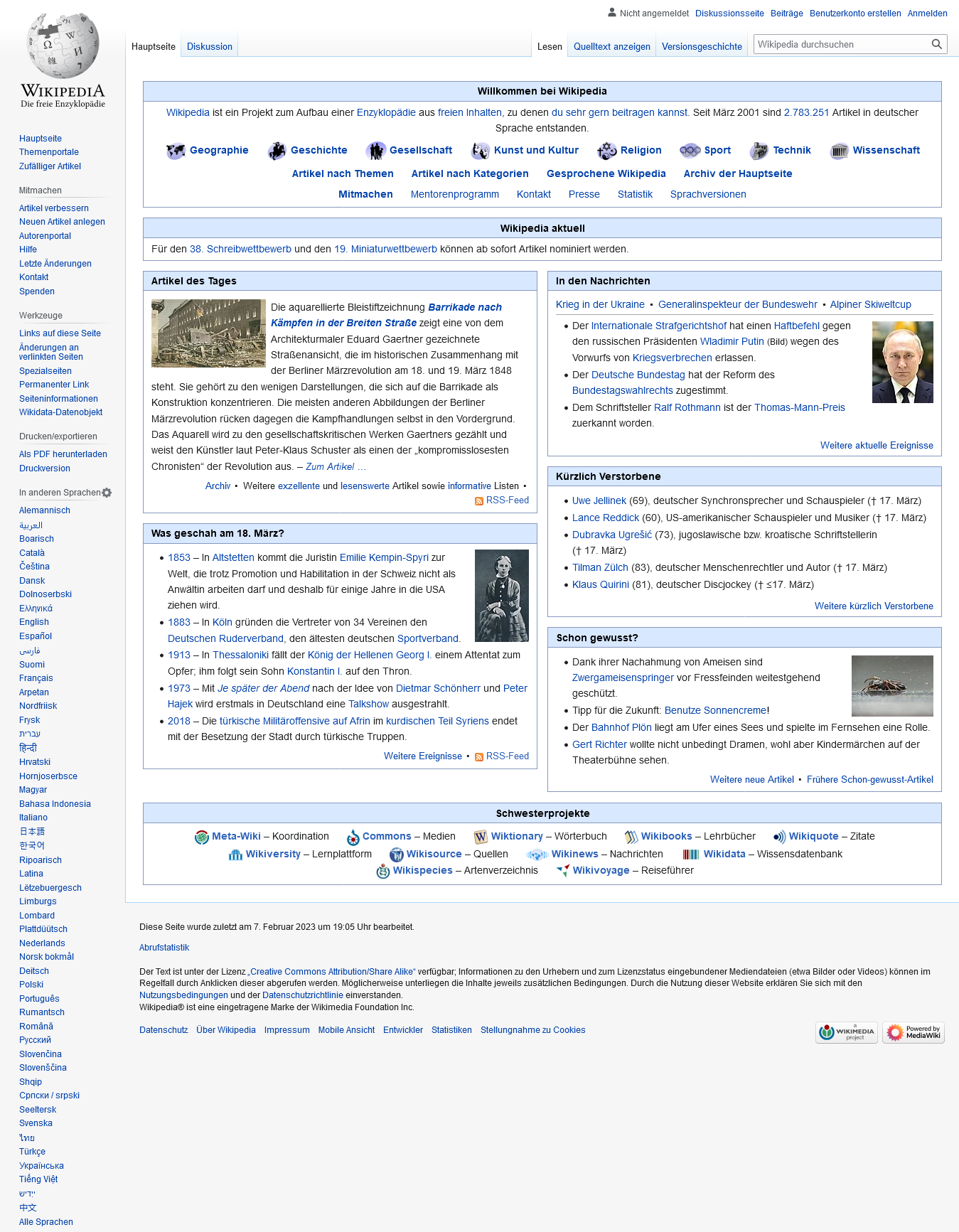
Startseite der Website der deutschsprachigen Wikipedia, März 2023

Eine Website ([ˈvɛpsaɪ̯t], auch [ˈwɛpsaɪ̯t] oder englisch [ˈwɛbˌsaɪt]), auch Internetauftritt, Webpräsenz, Webauftritt, Webangebot oder Netzauftritt, gelegentlich auch (Internet-, Online-)Portal, ist die – unter einer individuellen Webadresse erreichbare – Präsenz eines Anbieters von Telemedien im weltweiten Netz (World Wide Web). Sie ist mit Webtechniken, beispielsweise HTML, erstellt und kann mit einem Nutzeragenten, beispielsweise einem Browser, wiedergegeben werden. Zur Webpräsenz gehören in der Regel mehrere Webseiten und optional vorhandene herunterladbare Schriftstücke. Anders ausgedrückt: Eine Webpräsenz ist ein virtueller Platz im World Wide Web, an dem sich meist mehrere Webseiten, Dateien und andere Ressourcen befinden, die üblicherweise durch eine einheitliche Navigation (durch Hypertext-Verfahren) miteinander verknüpft sind.
Der englische Name website oder web site leitet sich ab von site (deutsch ‚Ort‘, ‚Platz‘, ‚Stelle‘), dies wiederum von lateinisch situs (deutsch ‚Lage‘, ‚Stellung‘). Die weiteren deutschen Bezeichnungen Internetauftritt, Internetpräsenz (auch: Onlinepräsenz oder Online-Präsenz) und Internetangebot sind unpräziser, da die Fokussierung auf das World Wide Web (als Teil des gesamten Internets) in diesen Begriffen nicht zum Ausdruck kommt. Die ebenfalls häufige Bezeichnung Homepage setzt die eigentlich als Homepage bezeichnete Einstiegsseite der Webpräsenz mit der ganzen Webpräsenz gleich.

## Begriff
Indem die Webpräsenz alle unter einer bestimmten Domain zusammengefassten und einem Anbieter gehörenden Webseiten und eventuellen herunterladbaren Dokumente im World Wide Web umfasst, bildet sie das bevorzugte – wenn auch nicht das einzige – Medium, mit dem über das Internet Anbieter und Nutzer zusammenfinden.
Die Verkürzung des Langausdrucks World Wide Web Site zu einem einzigen, im Englischen kleingeschriebenen Wort website spiegelt eine typische Entwicklung technischer Ausdrücke wider. Führende Nachrichtenagenturen wie Reuters und The Chicago Manual empfehlen im Englischen die zusammengeschriebene Schreibweise website, ähnlich auch Wörterbücher und Enzyklopädien wie das kanadische Oxford Dictionary.
Bei großen Internetkonzernen wie Google und Apple ist die Verwendung der Schreibweise website zu erkennen. Microsoft hingegen nutzt beide Schreibweisen, sowohl website als auch web site.
Die Begriffe Website, Webpräsenz, Internetplattform, Internetauftritt und Internetpräsenz werden im Allgemeinen synonym verwendet. Im Fachdiskurs wird manchmal Internetpräsenz (Webanwendungen + Dienste/Daemons wie E-Mail) weiter gefasst als Webpräsenz (nur Webanwendungen). Während Internetplattform im Allgemeinen synonym mit Website verwendet wird, wird Webplattform häufig nur in einem Teil der Fälle synonym mit Website verwendet.

## Bestandteile
Eine Website besteht aus meist mehreren Webseiten, die zusammen in der Regel die Gesamtheit aller Inhalte ausmachen, die für einen Domain-Namen oder ein anderes URL-Präfix abrufbar sind. Mit den Webseiten verbundene Multimediaelemente, CSS- und JavaScript-Dokumente werden typischerweise für eine Website zentral erstellt und bereitgestellt, bei manchen Massenhostern sogar vom Provider für den ganzen Webspace vorgegeben. Zur Verwaltung der Inhalte kann ein Redaktionssystem existieren und es können weitere, nicht offen zugängliche Inhalte vorhanden sein, die erst nach einer Authentisierung erreichbar sind.
Eine Homepage ist die Seite eines Webauftritts, die als zentraler Dreh- und Angelpunkt angelegt ist. Die Startseite (auch Eintritt-, Index-Seite) ist die zuerst erreichbare Seite einer Website, die über das gemeinsame URL-Präfix (Wurzel-URL) abgerufen wird. In den meisten Fällen ist die Startseite einer Website auch deren Homepage. In besonderen Fällen ist ihr jedoch eine Intro-Seite vorgeschaltet, zum Beispiel deshalb, weil anschließend eine Frame-Lösung gezeigt wird, deren Erfassung durch Suchmaschinen oft nicht optimal ist. Das Intro kann dann durch für den Besucher unsichtbare, für Suchmaschinen bestimmte Inhalte und Stichworte die nötigen Informationen liefern.

## Technische Umsetzung
Websites werden vorwiegend in der plattformunabhängigen Auszeichnungssprache HTML oder XHTML geschrieben, um zu gewährleisten, dass sie von möglichst allen Browsern dargestellt werden können. Heute werden Websites oft mit CSS gestaltet, denn diese ermöglichen mehr Möglichkeiten bei der Gestaltung und Strukturierung. Bei komplexen Websites erfolgt das Erzeugen des HTML-Quelltextes meist unter Verwendung serverseitiger Skript- (PHP, Perl, Python, Ruby, VBScript) oder Programmiersprachen (Java), die unter anderem auch die Verwendung von Datenbanksystemen (MySQL, PostgreSQL, Oracle) erlauben. Oft kommen auch clientseitige Skriptsprachen wie JavaScript zum Einsatz, die normalerweise mehr für die Benutzerinteraktion als für die vollständige Erstellung einer Website verwendet werden. Serverseitige Skripte oder Programme erzeugen als Ausgabe vorzugsweise HTML-Text, der dann vom Browser des Benutzers gerendert wird. Die Website wird auf einem Webserver abgelegt, der häufig in einem Rechenzentrum von einem so genannten Webhoster betrieben und an den Inhaber der Website vermietet wird.
Die Entwicklung von Websites wird als Webdesign oder Webauthoring bezeichnet.

## Zwecke
Mit Hilfe vielfältiger Kommunikationsangebote baut eine Website eine Beziehung zwischen dem Anbieter, dem Betreiber und dem Nutzer (User) der Website auf. So ist etwa die Wikipedia als Gesamtes eine Website, die im Internet auf einem oder mehreren Host-Rechnern (Servern) gespeichert ist, während das, was im Browser angezeigt wird, speziell als ein einzelnes Dokument betrachtet wird. Die Website der deutschsprachigen Wikipedia als Beispiel umfasst derzeit (Stand März 2022) über sieben Millionen Webseiten.
Websites dienen zahlreichen Zwecken:
- Rein private Selbstdarstellung, in der sich jemand mit seinen persönlichen Angaben (Name, Anschrift, Geburtstag usw.), seinen Interessen, Fotos, bevorzugten Links, einem Online-Tagebuch und einem Gästebuch darstellt, in dem Besucher ihre Kommentare zu der Gestaltung und dem Inhalt des Angebotes abgeben können. Gegen die Angabe allzu persönlicher Daten spricht, dass Kriminelle solche Angaben für ihre Ziele missbrauchen könnten.
- Halb private Darstellung in so genannten Weblogs, die meist privater Natur sind und einem offenen Online-Tagebuch gleichen, bei dem die Besucher zu den Inhalten der Seite beitragen können, sowie in Foren, die sich mit teils sehr speziellen Themenbereichen beschäftigen und wo jeder seine Fragen, Antworten und Meinungen in den öffentlichen Raum des Internets stellen kann. In beiden Formen wird Wert auf höflichen Umgang gelegt. Wird mehrfach oder zu stark gegen die Regeln des Anstandes verstoßen, ist ein Ausschluss aus dem Forum möglich.
- Rein informative Darstellung geschäftlicher oder privater Art, mit der entweder eine Organisation oder ein Unternehmen sich und das dazugehörige Tätigkeitsfeld oder eine Privatperson ihre Qualifikationen und bisherigen Tätigkeiten (Bewerberwebsite) vorstellt, wobei besonderer Wert auf die verschiedenen Kontaktmöglichkeiten (Telefon, Fax, E-Mail usw.) gelegt wird. Siehe dazu auch Wikibooks Bewerberhomepage.
- Verkaufsbezogene Webpräsenzen bzw. Werbung von Unternehmen, deren Hauptbetätigungsfeld der Handel im Netz ist, wie z. B. Online-Auktionshäuser, Versandhäuser, Online-Shops oder Online-Versicherungen. Solche Webpräsenzen stellen im Web Produkte und Dienstleistungen vor, um Besuchern Angebote zu machen und um Aufträge zu erhalten oder zu vermitteln.
- Themenbezogene Webangebote, die dazu dienen, über einen bestimmten Inhalt umfassend zu informieren, wie z. B. Gesetzestexte, Kulturprogramme oder Lexika. Der technische Vorteil einer einfacheren Aktualisierung gegenüber gedruckten Angeboten wird jedoch nicht immer genutzt. Es können Ghost Sites entstehen.
- Nachrichten-Websites, auf der die neuesten Nachrichten entweder allgemein oder nur für einen bestimmten gesellschaftlichen Bereich angeboten werden. Oft sind auf diesen Seiten auch Web-Feeds zu finden. Finanziert werden Websites häufig durch Anzeigen.
- Eine Landingpage ist eine für den Verkauf optimierte Website, die nur durch das Klicken auf z. B. eine Werbeanzeige oder einen Link in einer E-Mail erreicht wird. Die Besonderheit an einer Landingpage ist, dass sie sich auf eine Handlung fokussiert.